# Saurauia xiphophylla
Saurauia xiphophylla är en tvåhjärtbladig växtart som beskrevs av Friedrich Ludwig Diels. Saurauia xiphophylla ingår i släktet Saurauia och familjen Actinidiaceae. Inga underarter finns listade i Catalogue of Life.